# Andrzej Bachleda-Curuś III
Andrzej Bachleda-Curuś III (ur. 9 stycznia 1975 w Zakopanem) – polski narciarz alpejski, muzyk (gitarzysta), olimpijczyk, reprezentant Polski i Francji, trzykrotny mistrz Polski.

## Życiorys
Jest synem Andrzeja, polskiego alpejczyka oraz wnukiem także Andrzeja, znanego śpiewaka operowego (tenora).
W trakcie kariery sportowej reprezentował klub AZS Zakopane. Zadebiutował w Pucharze Świata 24 listopada 1996 roku podczas zawodów w Park City, gdzie nie ukończył 2 przejazdu slalomu. Pierwsze punkty w Pucharze Świata zdobył 22 listopada 1997 w Park City zajmując 14. miejsce w  slalomie specjalnym. Najlepszy wynik uzyskał 16 stycznia 2000 roku w Wengen w slalomie specjalnym zajmując 5. miejsce.
Dwukrotnie wystąpił na igrzyskach: w 1998 (najlepsze miejsce: 5. w kombinacji alpejskiej) oraz w 2002 (10. w slalomie specjalnym).
Żonaty (Sandra). Mieszka we Francji (Saint-Nicolas-de-Véroce).
Od 7 września 2016 roku do 26 października 2016 roku brał udział w kulinarnym show Top Chef. Gwiazdy od kuchni emitowanym w telewizji Polsat. Ostatecznie zajął 6. miejsce, odpadając w 8. odcinku.

## Osiągnięcia sportowe

### Igrzyska Olimpijskie
| Olimpiada           | Miejsce     | Data           | Konkurencja | Rezultat    |
| ------------------- | ----------- | -------------- | ----------- | ----------- |
| Nagano 1998         | Nagano      | 13 lutego 1998 | Zjazd       | 22. miejsce |
| Nagano 1998         | Nagano      | 13 lutego 1998 | Kombinacja  | 5. miejsce  |
| Nagano 1998         | Nagano      | 19 lutego 1998 | Gigant      | 24. miejsce |
| Nagano 1998         | Nagano      | 21 lutego 1998 | Slalom      | DNF2        |
| Salt Lake City 2002 | Deer Valley | 23 lutego 2002 | Slalom      | 10. miejsce |

### Mistrzostwa Świata
- 1997 Sestriere – 20. (gigant), DNF1 (slalom)
- 1999 Vail – 33. (zjazd), 11. (kombinacja), DNF2 (slalom)
- 2001 St. Anton – DNS2 (slalom)
- 2003 St. Moritz – 26. (slalom)

### Puchar Świata

#### Miejsca w klasyfikacji generalnej
- 1997/1998 – 108.
- 1998/1999 – 120.
- 1999/2000 – 63.
- 2000/2001 – 104.
- 2001/2002 – 104.
- 2002/2003 – 140.

## Kariera muzyczna

### Dyskografia
- Od Gibraltaru do Tatr (2006)
- Time Ruines (2008)
- Balanga (2013)
- 13 (2016)